# Saison 5 de Doctor Who
Cet article concerne la seconde série. Pour la première, voir Saison 5 de Doctor Who, première série.
Chronologie
Saison 4 - Spéciaux Saison 6
Cet article présente les épisodes de la cinquième saison de la seconde série télévisée Doctor Who.

## Synopsis de la saison
Après sa régénération explosive, le Onzième Docteur tombe dans le village de Leadworth en Angleterre en 1996. Il fait la connaissance d'une fillette, Amelia (Amy) Pond, qu'il abandonne accidentellement pendant douze ans avant de revenir la chercher. Bientôt rejoints par Rory Williams, le fiancé de cette dernière, ils se retrouvent confronté à l'omniprésence de failles spatio-temporelles menaçant l'univers tout entier.

## Distribution

### Acteurs principaux
- Matt Smith : Onzième Docteur
- Karen Gillan : Amy Pond

### Acteurs secondaires
- Arthur Darvill : Rory Williams (épisodes 1, 6, 7, 8, 9, 12 et 13)
- Alex Kingston : River Song (épisodes 4, 5, 12 et 13)
- Ian McNeice : Winston Churchill (épisodes 2, 3 et 12)
- Caitlin Blackwood : Amy Pond enfant (épisodes 1 et 13)
- Sophie Okonedo : Élisabeth « Liz » X (épisodes 2 et 12)
- Neve McIntosh : Alaya / Restac (épisodes 8 et 9)
- Tony Curran : Vincent van Gogh (épisodes 10 et 12)
- Mark Gatiss : Danny Boy (épisode 3)
- James Corden : Craig Owens (épisode 11)
- Simon Fischer-Becker : Dorium Maldovar (épisode 12)
- Olivia Colman : Une illusion du prisonnier zéro (épisode 1)
- Toby Jones : Seigneur des rêves (épisode 7)

## Production

### Réalisation
| Block | Épisode(s)                                               | Réalisateur.trice  | Scénariste(s)  | Producteur.trice                     | Code |
| ----- | -------------------------------------------------------- | ------------------ | -------------- | ------------------------------------ | ---- |
| 1     | Le Labyrinthe des Anges, 1ère partie (Épisode 4)         | Adam Smith         | Steven Moffat  | Tracie Simpson                       | 1.4  |
| 1     | Le Labyrinthe des Anges, 2ème partie (Épisode 5)         | Adam Smith         | Steven Moffat  | Tracie Simpson                       | 1.5  |
| 2     | La Victoire des Daleks (Épisode 3)                       | Andrew Gunn        | Mark Gatiss    | Peter Bennett                        | 1.3  |
| 2     | La Bête des bas-fonds (Épisode 2)                        | Andrew Gunn        | Steven Moffat  | Peter Bennett                        | 1.2  |
| 3     | Le Prisonnier Zéro (Épisode 1)                           | Adam Smith         | Steven Moffat  | Tracie Simpson                       | 1.1  |
| 4     | La Révolte des intra-terrestres, 1ère partie (Épisode 8) | Ashley Way         | Chris Chibnall | Peter Bennett                        | 1.8  |
| 4     | La Révolte des intra-terrestres, 2ème partie (Épisode 9) | Ashley Way         | Chris Chibnall | Peter Bennett                        | 1.9  |
| 5     | Les Vampires de Venise (Épisode 6)                       | Jonny Campbell     | Toby Whithouse | Tracie Simpson et Patrick Schweitzer | 1.6  |
| 5     | Vincent et le Docteur (Épisode 10)                       | Jonny Campbell     | Richard Curtis | Tracie Simpson et Patrick Schweitzer | 1.10 |
| 6     | La Pandorica s'ouvre, 1ère partie (Épisode 12)           | Toby Haynes        | Steven Moffat  | Peter Bennett                        | 1.12 |
| 6     | La Pandorica s'ouvre, 2ème partie (Épisode 13)           | Toby Haynes        | Steven Moffat  | Peter Bennett                        | 1.13 |
| 7     | Le Colocataire (Épisode 11)                              | Catherine Morshead | Gareth Roberts | Tracie Simpson                       | 1.11 |
| 7     | Le Seigneur des Rêves (Épisode 7)                        | Catherine Morshead | Simon Nye      | Tracie Simpson                       | 1.7  |

## Liste des épisodes

### Épisode 1:Le Prisonnier Zéro
- Royaume-Uni : 3 avril 2010 sur BBC One
- France : 12 février 2011 sur France 4

- Royaume-Uni : 10,08 millions de téléspectateurs (première diffusion)
- France : 453 000 téléspectateurs soit 2,0 % de parts de marché (première diffusion)[1].

- Arthur Darvill : Rory Williams

### Épisode 2:La Bête des bas-fonds
- Royaume-Uni : 10 avril 2010 sur BBC One
- France : 12 février 2011 sur France 4

- Royaume-Uni : 8,42 millions de téléspectateurs (première diffusion)

### Épisode 3:La Victoire des Daleks
- Royaume-Uni : 17 avril 2010 sur BBC One
- France : 12 février 2011 sur France 4

- Royaume-Uni : 8,2 millions de téléspectateurs (première diffusion)

### Épisode 4:Le Labyrinthe des Anges, première partie
- Royaume-Uni : 24 avril 2010 sur BBC One
- France : 19 février 2011 sur France 4

- Royaume-Uni : 8,59 millions de téléspectateurs (première diffusion)

- Alex Kingston : River Song

### Épisode 5:Le Labyrinthe des Anges, deuxième partie
- Royaume-Uni : 1er mai 2010 sur BBC One
- France : 19 février 2011 sur France 4

- Royaume-Uni : 8,49 millions de téléspectateurs (première diffusion)

- Alex Kingston : River Song

### Épisode 6:Les Vampires de Venise
- Royaume-Uni : 8 mai 2010 sur BBC One
- France : 19 février 2011 sur France 4

- Royaume-Uni : 7,68 millions de téléspectateurs (première diffusion)

- Arthur Darvill : Rory Williams

### Épisode 7:Le Seigneur des Rêves
- Royaume-Uni : 15 mai 2010 sur BBC One
- France : 26 février 2011 sur France 4

- Royaume-Uni : 7,55 millions de téléspectateurs (première diffusion)

- Arthur Darvill : Rory Williams

### Épisode 8:La Révolte des intra-terrestres, première partie
- Royaume-Uni : 22 mai 2010 sur BBC One
- France : 26 février 2011 sur France 4

- Royaume-Uni : 6,49 millions de téléspectateurs (première diffusion)

- Arthur Darvill : Rory Williams

### Épisode 9:La Révolte des intra-terrestres, deuxième partie
- Royaume-Uni : 29 mai 2010 sur BBC One
- France : 26 février 2011 sur France 4

- Royaume-Uni : 7,49 millions de téléspectateurs (première diffusion)

- Arthur Darvill : Rory Williams

### Épisode 10:Vincent et le Docteur
- Royaume-Uni : 5 juin 2010 sur BBC One
- France : 5 mars 2011 sur France 4

- Royaume-Uni : 6,76 millions de téléspectateurs (première diffusion)

### Épisode 11:Le Colocataire
- Royaume-Uni : 12 juin 2010 sur BBC One
- France : 5 mars 2011 sur France 4

- Royaume-Uni : 6,44 millions de téléspectateurs (première diffusion)

- James Corden (Craig Owens)
- Daisy Haggard (Sophie)

### Épisode 12:La Pandorica s'ouvre, première partie
- Royaume-Uni : 19 juin 2010 sur BBC One
- France : 12 mars 2011 sur France 4

- Royaume-Uni : 7,57 millions de téléspectateurs (première diffusion)

- Alex Kingston (River Song)
- Arthur Darvill : Rory Williams

### Épisode 13:La Pandorica s'ouvre, deuxième partie
- Royaume-Uni : 26 juin 2010 sur BBC One
- France : 12 mars 2011 sur France 4

- Royaume-Uni : 6,7 millions de téléspectateurs (première diffusion)

- Alex Kingston (River Song)
- Arthur Darvill : Rory Williams

## Autour de la saison
Le scénariste Steven Moffat avait un temps envisagé de faire de cette saison la quatrième et dernière pour le Dixième Docteur incarné par David Tennant. Le Docteur sur le point de se régénérer était supposé se crasher dans le jardin de la jeune Amélia Pond. Des années plus tard, Amy adulte aurait retrouvé le Dixième Docteur mais dans une version plus jeune de lui-même. Toute la saison, alors construite autour du fait qu'Amy ait connaissance de la mort prochaine du Docteur, aboutissait logiquement par sa régénération en Onzième Docteur. L'idée a été abandonnée à la suite du refus de David Tennant de poursuivre une saison de plus.
L'idée sera cependant conservée pour la saison 6. Dans L'impossible Astronaute, Amy et Rory assistent à la mort du Onzième Docteur juste avant de retrouver une version plus jeune de celui-ci qui les accompagne le reste de la saison.